# Amt Tessin
La comunità amministrativa di Tessin (Amt Tessin) si trova nel circondario di Rostock nel Meclemburgo-Pomerania Anteriore, in Germania.

## Suddivisione
Comprende 9 comuni (abitanti il 31 dicembre 2022):
1. Cammin (805)
2. Gnewitz (257)
3. Grammow (154)
4. Nustrow (172)
5. Selpin (493)
6. Stubbendorf (162)
7. Tessin, città * (4 012)
8. Thelkow (466)
9. Zarnewanz (454)

Il capoluogo è Tessin.